# National Lacrosse League

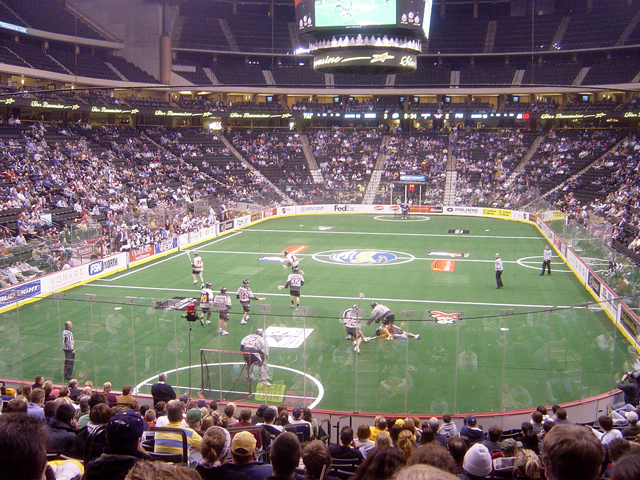
Jeden z meczów NLL

National Lacrosse League – narodowa liga halowego lacrosse mężczyzn w Ameryce Północnej założona w 1986 roku, a pierwszy sezon odbył się w 1987 roku. Liga obecnie ma 9 zespołów, 7 ze Stanów Zjednoczonych oraz 2 z Kanady. W przeciwieństwie do innych lig, które rozgrywają sezon przez cały rok lub w lecie, NLL gra w zimie. Co roku od sezonu 1998 zespoły walczą o Champion’s Cup.

## Dywizja Wschodnia
| Drużyna               | Miasto, Stan            | Arena                |
| --------------------- | ----------------------- | -------------------- |
| Albany FireWolves     | Albany, Nowy Jork       | MVP Arena            |
| Buffalo Bandits       | Buffalo, Nowy Jork      | First Niagara Center |
| Philadelphia Wings    | Filadelfia, Pensylwania | Wachovia Center      |
| Rochester Knighthawks | Rochester, Nowy Jork    | Blue Cross Arena     |
| Toronto Rock          | Toronto, Ontario        | Scotiabank Arena     |

## Dywizja Zachodnia
| Drużyna            | Miasto, Stan        | Arena                    |
| ------------------ | ------------------- | ------------------------ |
| Calgary Roughnecks | Calgary, Alberta    | Pengrowth Saddledome     |
| Colorado Mammoth   | Denver, Kolorado    | Pepsi Center             |
| Edmonton Rush      | Edmonton, Alberta   | Rexall Place             |
| Minnesota Swarm    | St. Paul, Minnesota | Xcel Energy Center       |
| Washington Stealth | Everett, Waszyngton | Comcast Arena at Everett |

## Nieistniejące zespoły
| Drużyna          | Sezony       |
| ---------------- | ------------ |
| Boston Blazers   | 1992 do 1997 |
| Charlotte Cobras | 1996         |
| Detroit Turbos   | 1989 do 1994 |
| Pittsburgh Bulls | 1990 do 1993 |
| Washington Wave  | 1987 do 1989 |

## Nieaktywne zespoły
| Drużyna          | Sezony       |
| ---------------- | ------------ |
| Chicago Shamrox  | 2008         |
| Boston Blazers   | 2007         |
| Arizona Sting    | 2007         |
| Anaheim Storm    | 2002 do 2005 |
| Vancouver Ravens | 2001 do 2004 |
| New York Saints  | 1987 do 2003 |
| New York Titans  | 2003 do 2009 |

## Zmiany nazw zespołów
- Baltimore Thunder (1987–1999) → Pittsburgh CrosseFire (2000) → Washington Power (2001–2002) → Colorado Mammoth (od 2002)
- New Jersey Saints (1987–1988) → New York Saints (1989–2003) → New York Titans (2006–2009) → Orlando Titans (2009–2010) → nieaktywny
- New England Blazers (1989–1991) → Boston Blazers (1992–1997)
- Ontario Raiders (1998) → Toronto Rock (od 1999)
- Syracuse Smash (1998–2000) → Ottawa Rebel (2000–2003) → nieaktywny → Edmonton Rush (od 2005)
- Albany Attack (1999–2003) → San Jose Stealth (2003–2010)→ Washington Stealth (2010-obecnie)
- Columbus Landsharks (2001–2003) → Arizona Sting (2003)
- Montreal Express (2002) → nieaktywny → Minnesota Swarm (od 2004)
- New Jersey Storm (2002–2003) → Anaheim Storm (2003–2005) → nieaktywny

## Historia
National Lacrosse League naprawdę została utworzona w 1997 roku z Major Indoor Lacrosse League. Natomiast Major Indoor Lacrosse League została powołana w 1986 roku z Eagle Pro Box Lacrosse League. Jednak wszystkie sezony MILL i EPBLL liczy się do sezonów NLL.

### Wyniki finałów ligi EPBLL
- 1987 Baltimore Thunder 11–10 Washington Wave
- 1988 New Jersey Saints 17–16 Washington Wave

### Wyniku finałów ligi MILL
- 1989 Philadelphia Wings 11–10 New York Saints
- 1990 Philadelphia Wings 17–7 New England Blazers
- 1991 Detroit Turbos 14–12 Baltimore Thunder
- 1992 Buffalo Bandits 11–10 Philadelphia Wings (Po dogrywce)
- 1993 Buffalo Bandits 13–12 Philadelphia Wings
- 1994 Philadelphia Wings 26–15 Buffalo Bandits
- 1995 Philadelphia Wings 15–14 Rochester Knighthawks (Po dogrywce)
- 1996 Buffalo Bandits 15–10 Philadelphia Wings
- 1997 Rochester Knighthawks 15–12 Buffalo Bandits

### Wyniki finałów ligi NLL
Zobacz Champion’s Cup
- 1998 Philadelphia Wings 2–0 Baltimore Thunder (Zwycięzca dwóch meczów wygrywał finał)
- 1999 Toronto Rock 13–10 Rochester Knighthawks
- 2000 Toronto Rock 14–13 Rochester Knighthawks
- 2001 Philadelphia Wings 9–8 Toronto Rock
- 2002 Toronto Rock 13–12 Albany Attack
- 2003 Toronto Rock 8–6 Rochester Knighthawks
- 2004 Calgary Roughnecks 14–11 Buffalo Bandits
- 2005 Toronto Rock 19–13 Arizona Sting
- 2006 Colorado Mammoth 16–9 Buffalo Bandits
- 2007 Rochester Knighthawks 13-11 Arizona Sting
- 2008 Buffalo Bandits 14 – 13 Portland LumberJax
- 2009 Calgary Roughnecks 12 – 10 New York Titans
- 2010 Washington Stealth 15 – 11 Toronto Rock
- 2011 Toronto Rock 8 – 7 Washington Stealth
- 2012 Rochester Knighthawks 9 – 6 Edmonton Rush

## Komisarze ligi
| Darrel Russell  | 1987–1997 |
| John Livsey Jr. | 1997–2000 |
| Jim Jennings    | 2000–2009 |
| George Daniel   | od 2009   |